# Hárskút
Hárskút [hárškút] (německy Lindenbrunn) je obec v Maďarsku v župě Veszprém, spadající pod okres Veszprém. Vznikla v roce 1956 spojením dvou vesnic Hárságy a Gyertyánkút. Nachází se asi 10 km jihozápadně od Zirce a asi 12 km severozápadně od Veszprému. V roce 2015 zde žilo 660 obyvatel. Dle údajů z roku 2011 tvoří 92,4 % obyvatelstva Maďaři, 11,4 % Němci a 0,3 % Poláci, přičemž 7,4 % obyvatel se ke své národnosti nevyjádřilo. Název znamená "lipová studna".

## Sousední obce
| Růžice kompasu | Bakonybél | Pénzesgyőr |          | Růžice kompasu |
| Růžice kompasu | Szentgál  | Sever      | Lókút    | Růžice kompasu |
| Růžice kompasu | Szentgál  | Hárskút    | Lókút    | Růžice kompasu |
| Růžice kompasu | Szentgál  | Jih        | Lókút    | Růžice kompasu |
| Růžice kompasu | Herend    | Márkó      | Veszprém | Růžice kompasu |